# Eupithecia langeata
Eupithecia langeata är en fjärilsart som beskrevs av Schütze 1952. Eupithecia langeata ingår i släktet Eupithecia och familjen mätare. Inga underarter finns listade i Catalogue of Life.